# Alex de Albuquerque Troleis
Alex de Albuquerque Troleis (* 4. Juni 1980) ist ein färöischer Fußballspieler und -schiedsrichter brasilianischer Abstammung. Von 2015 bis 2022 war er zudem als FIFA-Schiedsrichter im Einsatz, ab 2018 gemeinsam mit seinem Landsmann Kári á Høvdanum.

## Karriere

### Als Spieler
Troleis spielte ausschließlich für B68 Toftir. Am fünften Spieltag der 2. Deild 2001 kam er beim 4:3-Auswärtssieg gegen TB Tvøroyri für die zweite Mannschaft erstmals zum Einsatz, als er in der 15. Minute für Oddmar Andreassen eingewechselt wurde. Ab dem siebten Spieltag, als er mit dem Tor zum 5:0-Endstand im Heimspiel gegen B36 Tórshavn III auch seinen ersten Treffer erzielte, absolvierte er sämtliche Ligaspiele. Im Jahr darauf gelang mit dem zweiten Platz die Qualifikation für die Relegation um den Aufstieg in die 1. Deild, welcher nach einer 2:3-Niederlage durch einen 5:2-Sieg nach Verlängerung gegen NSÍ Runavík II erreicht werden konnte. Troleis erzielte hierbei das 3:2 durch einen Elfmeter in der 90. Minute und konnte somit das Hinspielergebnis egalisieren. Auch 2003 kam er ausschließlich für die zweite Mannschaft zum Einsatz, hierbei stand als Letztplatzierter der Abstieg in die 2. Deild fest. Im Jahr lief er in vier Spielen der Gruppenphase des Pokals für die erste Mannschaft auf, am vierten Spieltag debütierte Troleis in der ersten Liga bei der 0:4-Heimniederlage gegen Skála ÍF, als er zur Halbzeit beim Stand von 0:2 für Mikkjal Thomassen eingewechselt wurde. Die Liga wurde als Letztplatzierter beendet. Troleis verblieb nun bei der ersten Mannschaft und erreichte mit dieser als Erstplatzierter den direkten Wiederaufstieg. Die Klasse konnte durch den vorletzten Platz erneut nicht gehalten werden, 2007 stand wiederum der erste Platz in der 1. Deild zu Buche. Dies war zudem die letzte volle Saison von Troleis. 2008 stand er für B68 bei der Zweitrundenniederlage im Pokal auf dem Platz, 2013 half er für drei Spiele der zweiten Mannschaft in der 2. Deild aus. Insgesamt stand er in 26 Erst-, 58 Zweit- und 35 Drittligapartien auf dem Platz und erzielte dabei 13 Tore.

### Als Schiedsrichter
Troleis bestritt 2007 seine ersten Partien als Schiedsrichter in der färöischen dritten Liga. In der ersten Liga der Damen leitete er am zehnten Spieltag die Paarung EB/Streymur gegen AB Argir. Im Jahr darauf führte er durch das Pokalfinale der Frauen zwischen B36 Tórshavn und KÍ Klaksvík, nachdem er zuvor bereits ein Viertelfinalspiel geleitet hatte. Bei den Männern kam Troleis im selben Jahr erstmals in der zweiten Liga zum Einsatz, bei neun Partien stand er auf dem Platz. 2009 folgte mit dem Erstrundenspiel zwischen FC Hoyvík und Undrið FF das erste Pokalspiel der Männer. Im Jahr darauf war die Begegnung zwischen BK Union und BK Fremad Valby in der Københavnerserien, der fünfthöchsten dänischen Liga, seine erste Auslandsbegegnung. Zudem lief Troleis im Freundschaftsspiel der Damen zwischen der färöischen U-19- und der isländischen U-19-Nationalmannschaft als Schiedsrichter auf. Auch wenn Troleis 2011 vorwiegend in der zweiten färöischen Liga Spiele pfiff, kam es zu ersten Einsätzen in der höchsten nationalen Liga, der Betrideildin. Es folgte beim Nationenturnier zwischen der schwedischen U-17- und dänischen U-17-Nationalmannschaft der erste internationale Einsatz bei den Männern.
2015 führte er in der norwegischen OBOS-ligaen das Spiel zwischen Bryne FK und Åsane Fotball. Im selben Jahr wurde er neben Petur Reinert zweiter offizieller FIFA-Schiedsrichter, nachdem er zu den Stammschiedsrichtern der Betrideildin zählte, in welcher er 2017 und 2021 die Liste der Einsätze jeweils anführte. 2016 war Troleis Schiedsrichter beim färöischen Supercup zwischen B36 Tórshavn und Víkingur Gøta (eine weitere Berufung folgte 2018), ebenso kam er zu seinem ersten Einsatz in der ersten Qualifikationsrunde zur UEFA Champions League bei der Begegnung zwischen FC Santa Coloma und FC Alaschkert Martuni. Troleis wurde für das Pokalfinale zwischen KÍ Klaksvík und Víkingur Gøta berufen und er leitete das Qualifikationsspiel zur U-21-EM 2017 zwischen Lettland und Moldawien. In der UEFA Youth League kam Troleis mit der Paarung zwischen Breiðablik Kópavogur und Ajax Amsterdam ebenfalls zu seinem ersten Einsatz. Kurz darauf führte er als Schiedsrichter die Partie zwischen Tschechien und San Marino in der Qualifikation zur Weltmeisterschaft 2018. 2018 kam er zu zwei Einsätzen beim UEFA Regions’ Cup und bei der Partie zwischen RFC Union Luxemburg und FC Viitorul Constanța zu seinem ersten Einsatz in der UEFA Europa League. Ab 2021 wurde Troleis auch in der UEFA Conference League eingesetzt, die erste Paarung in der 2. Qualifikationsrunde lautete FC Santa Coloma gegen Hibernian Edinburgh. 2023 war er erneut Gastschiedsrichter in Norwegen sowie in der dänischen NordicBet Liga bei der Partie zwischen Hillerød Fodbold und Sønderjysk Elitesport. Ein Jahr später folgten Einsätze in der schwedischen Superettan bei der Begegnung zwischen Gefle IF und Östers IF sowie der finnischen Ykkösliiga beim Spiel zwischen Käpylän Pallo und Mikkelin Palloilijat.
Insgesamt leitete Troleis bis Ende 2024 208 Erstligaspiele (182 bei den Männern, 26 bei den Frauen), 138 Zweitligapartien, 33 Spiele im färöischen Pokal (28 bei den Männern, fünf bei den Frauen), acht Europapokalspiele, drei A-, sechs U-21-, ein U-19- sowie elf U-17-Länderspiele. Sein Heimatverein als Schiedsrichter ist wie auch schon als Spieler B68 Toftir. Die Nachfolge auf internationaler Ebene trat Jóhan Hendrik Ellefsen an.